# Salomena z Bergu
Salomena z Bergu (polsky Salomea z Bergu, něm. Salome von Berg), 1093/1101 – 27. červenec 1144, Łęczyca) byla druhou manželkou polského knížete Boleslava III. Křivoústého.
Salomena byla dcerou švábského hraběte Jindřicha z Bergu (poblíž města Ehingen). Její dvě sestry byly provdané za Přemyslovce, Richenza se stala manželkou českého knížete Vladislava I. a Žofie údělného knížete Oty II. Olomouckého.
Manželkou Boleslava III. se stala v roce 1115, po smrti jeho první ženy Zbyslavy Kyjevské, prostřednictvím biskupa Oty Bamberského.

## Polská kněžna
Z manželství s Boleslavem III. se Salomeně narodilo šest synů: Lešek (1115 – před 1131), Kazimír (starší), Boleslav, Měšek, Jindřich a Kazimír; zřejmě také i šest dcer (Richsa, dcera neznámého jména, Gertruda, Dobroněga Ludgarda, Judita a Anežka).
Dne 28. října 1138 Boleslav Křivoústý zemřel. Krátce před smrtí vyhlásil svou závěť, kterou do polského nástupnictví zavedl princip seniorátu. Polsko rozdělil na úděly pro jednotlivé syny, přičemž nejstaršímu z nich náležel seniorský úděl v Malopolsku s metropolí Krakovem. Boleslavův syn z prvního manželství Vladislav II. Vyhnanec získal jakožto senior dynastie Malopolsko, část Velkopolska a další území; potomci Salomeny získali ostatní úděly: Boleslav IV. Kadeřavý obdržel Mazovsko a Měšek III. Starý zbylou část Velkopolska. Boleslav se sice snažil zajistit jednotu státu do budoucna a zároveň ji sladit s odstředivými snahami a ambicemi jednotlivých členů rodu, byl to však jen kompromis odsouzený k brzkému zániku. Vrchní vláda v Polsku rychle slábla, až roku 1146 zanikla zcela.
Mladší synové z manželství se Salomenou Jindřich Sandoměřský a Kazimír II. Spravedlivý jako neplnoletí zůstali na dvoře své matky Salomeny v Łęczyci. Jindřich měl po dosažení plnoletosti obdržet z rukou seniora Sandoměř, kdežto Kazimír jakožto pohrobek nebyl v závěti vůbec uveden (později se stal knížetem sandoměřským a nakonec polským seniorem).
V roce 1141 Salomena svolala bez vědomí seniora Vladislava II. sjezd mladších knížat do Łęczyce. Zde se mělo dohodnout zasnoubení Anežky, dcery Boleslava a Salomeny, s kyjevským princem-následníkem Svjatoslavem III. Vsevolodovičem. Bylo jasné, že Salomena tím bránila zájmy svých synů před Vladislavem.
Salomena z Bergu zemřela 27. července 1144 v Łęczyci. Pochována byla po boku svého manžela v Płocku. Po její smrtí ostatní knížata odmítla Vladislavovi II. poslušnost; ten se navíc dostal do konfliktu s mocným slezským šlechticem Petrem Wlastem (Włostowicem), jehož nechal oslepit. Následně byl polským duchovenstvem dán do klatby a svými nevlastními bratry – Salomeninými syny – donucen odejít do vyhnanství (odtud jeho přízvisko Vyhnanec).